# Умершие в сентябре 1998 года
Это список известных людей, соответствующих установленным критериям значимости (см. Википедия:Критерии значимости персоналий), умерших в сентябре 1998 года.
Причина смерти указывается лишь в исключительных случаях (убийство, самоубийство, гибель в результате военных действий, смертная казнь, ДТП или несчастные случаи). В остальных случаях — не указывается.
- 2 сентября — Джеки Бланчфлауэр (65) — североирландский футболист, игрок «Манчестер Юнайтед», чья карьера прервалась после мюнхенской авиакатастрофы (6 февраля 1958 года).
- 2 сентября — Владимир Земских (81) — Герой Советского Союза.
- 4 сентября — Игорь Сорин (28) — российский поэт, музыкант, артист, с 1995 по 1998 солист популярной группы «Иванушки International»; самоубийство.
- 5 сентября — Игорь Пэн (72) — Полный кавалер ордена Славы.
- 6 сентября — Акира Куросава (88) — японский кинорежиссёр, продюсер и сценарист.
- 7 сентября — Чермен Борукаев (62) — советский геолог, специалист по тектонике докембрийских образований и тектоническому районированию.
- 7 сентября — Евмен Гелевера (82) — Полный кавалер ордена Славы.
- 7 сентября — Валерий Фрид (76) — российский драматург, сценарист.
- 8 сентября — Уолтер Адамс (76) — американский экономист.
- 8 сентября — Сара Ишантураева (86) — советская узбекская актриса театра и кино. Народная артистка СССР.
- 8 сентября — Леонид Кински (95) — американский актёр русского происхождения.
- 9 сентября — Надежда Вольпин (98) — русская поэтесса, последовательница имажинизма, переводчик и мемуарист; гражданская жена поэта Сергея Есенина.
- 9 сентября — Лучио Баттисти (55) — итальянский певец и автор песен.
- 11 сентября — Анвар Калиев (77) — Герой Советского Союза.
- 11 сентября — Вениамин Крылов (76) — советский футболист и футбольный тренер. Мастер спорта СССР, Заслуженный тренер РСФСР.
- 12 сентября — Арнольд Лининьш (67) — советский и латвийский театральный актёр, режиссёр и педагог.
- 12 сентября — Олег Скобелкин (75) — советский и российский учёный-медик, хирург.
- 12 сентября — Азем Хайдари (35) — албанский политик, депутат парламента Албании; убит.
- 13 сентября — Джордж Уоллес (79) — американский политик, 45-й губернатор штата Алабама, четыре раза баллотировавшийся на пост президента США.
- 14 сентября — Ян Шанкунь (91) — китайский политический деятель, один из бывших руководителей КНР и КПК, один из «Восьми Бессмертных КПК».
- 15 сентября — Пётр Гостев (74) — Полный кавалер Ордена Славы.
- 15 сентября — Семен Ильченко (82) — Герой Советского Союза.
- 15 сентября — Иван Кондрашин (84) — Герой Советского Союза.
- 15 сентября — Владимир Шупленков (60) — доктор юридических наук, профессор, заслуженный юрист РСФСР, полковник юстиции, член Научно-консультативного совета при Верховном Суде Российской Федерации.
- 16 сентября — Александр Згуриди (94) — советский кинорежиссёр научно-популярного кино, создатель, автор и ведущий телеперадачи «В мире животных».
- 16 сентября — Иван Купин (84) — генерал-майор артиллерии, Герой Советского Союза.
- 16 сентября — Григорий Просянкин (78) — промышленный деятель атомного судостроения России, Герой Социалистического Труда.
- 18 сентября — Александр Волков (76) — полный кавалер ордена Славы.
- 18 сентября — Владимир Кабаидзе (74) — Герой Социалистического Труда.
- 19 сентября — Герхард Вольтер (74) — российский немец, автор книги «Зона полного покоя» о судьбе немцев на территории СССР.
- 20 сентября — Григорий Клеймиц (53) — музыкант, музыкальный руководитель ВИА «Поющие гитары».
- 21 сентября — Фёдор Анисичкин (83) — Герой Советского Союза.
- 21 сентября — Флоренс Гриффит-Джойнер (38) — американская легкоатлетка, трёхкратная олимпийская чемпионка, чемпионка и рекордсменка мира; сердечный приступ.
- 21 сентября — Гурген Тонунц (76) — советский армянский киноактёр.
- 22 сентября — Николай Манойло (70) — советский украинский оперный певец.
- 22 сентября — Отахон Латифи (62) — таджикский политический и общественный деятель; убийство.
- 23 сентября — Леонид Биберман (83) — советский и российский физик, член-корреспондент РАН
- 23 сентября — Иван Буров (77) — советский государственный и партийный деятель, 1-й секретарь Павлодарского областного комитета КП Казахстана (1965-1975).
- 24 сентября — Генрих Альтшуллер (71) — советский и российский изобретатель и писатель-фантаст, автор ТРИЗ.
- 26 сентября — Бетти Картер (69) — американская джазовая певица.
- 26 сентября — Давид Ортенберг (93) — советский писатель, редактор и журналист, генерал-майор.
- 26 сентября — Иван Ромашкин (89) — Герой Советского Союза.
- 28 сентября — Глеб (Савин) — епископ Русской православной церкви, епископ Полоцкий и Глубокский.
- 28 сентября — Василий Трохимчук (48) — скульптор-монументалист, член Союза художников СССР.
- 29 сентября — Сергей Завьялов (86) — Герой Советского Союза.
- 30 сентября — Фрол Агафонов (92) — Герой Советского Союза.
- 30 сентября — Сергей Умников (95) — почётный гражданин города Пушкина, основатель музея А. А. Ахматовой. Лауреат Царскосельской художественной премии.
- 30 сентября — Владимир Хвойницкий (70) — советский эстрадный композитор.